# Terra vergine
Terra vergine è un romanzo dello scrittore Ivan Turgenev, pubblicato nel 1877. Sesto e ultimo romanzo dell'autore russo, è anche la sua opera più lunga e ambiziosa, frutto di un'elaborazione durata ben sei anni, dal 1870 al 1876.

## Tema
(Ivan Turgenev, Dagli appunti di un proprietario agronomo, incipit di Terra vergine)
Narra di alcuni giovani della seconda metà del XIX secolo, che decidono di rigettare i canoni sociali della loro epoca per abbracciare il movimento populista. Seguendo il motto «andare tra il popolo», ossia vivere le vite dei lavoratori proletari e dei contadini piuttosto di passare un'intera vita di affettazione, tra il lusso e le rigide convenzioni sociali. Molti sono i personaggi descritti, le cui vicende si sviluppano nel corso del romanzo, ambientato nell'Impero russo nel 1868. Tra questi, c'è un povero studente, Alexej Dmitrievich Nezhdanov, il figlio illegittimo di un aristocratico, che cerca di radicalizzare politicamente i contadini sulla necessità di riforme sociali e l'impegno delle masse, allora ancora escluse dagli eventi. Alexej trova lavoro come precettore di Kolya, un bambino di nove anni, andando a vivere nella residenza di campagna della ricca famiglia del giovane. È qui che ha modo di conoscere Marianna, una nipote della famiglia, del quale diventa subito attratto.
Altro personaggio centrale è Vasily Solomin, un giovane populista anch'egli, che dirige una fabbrica locale, ma molto più scettico sulle reali potenzialità del movimento di ottenere quei radicali mutamenti e miglioramenti socio-economici per la popolazione russa più povera. 
Le istanze rivoluzionarie si concluderanno col fallimento del movimento dell'«andata al popolo» del 1874.

## Edizioni italiane
- Terre vergini, traduzione di Federigo Verdinois, Milano, Fratelli Treves, 1902. - col titolo Terra vergine, Introduzione di Gabriella Schiaffino, Collana I grandi libri, Milano, Garzanti, 1985.
- Terre vergini, traduzione di Vittoria [Carafa d'Andria] de Gavardo, Edizioni Paoline, 1964.
- Terra vergine, traduzione di Laura Salmon, Collana I grandi libri n.845, Milano, Garzanti, 2001, ISBN 978-88-115-8845-0. - premessa di Fausto Malcovati, Garzanti, 2011; Collana Classici moderni BUR, Milano, Rizzoli, 2021, ISBN 978-88-171-4915-0.